# Theodor Her

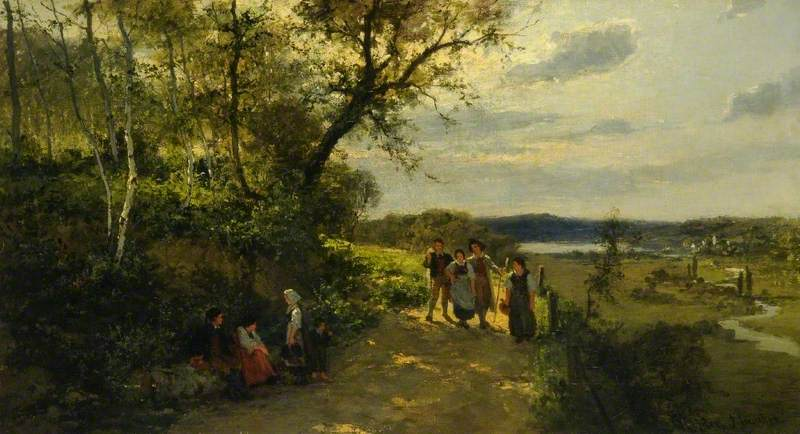
Landschaftsbild

Theodor Her (* 30. Juli 1838 in Rot an der Rot; † 1892 in München) war ein deutscher Maler von Stimmungslandschaften.

## Leben
Her war der Sohn eines Notars. Er studierte Malerei an der Kunstschule in Stuttgart bei Karl Josef Bernhard von Neher. Nach dem Studium begab sich Her von 1868 bis 1870 nach Paris. Er schrieb sichr am 20. Januar 1870 für das Fach Malerei bei Arthur Freiherr von Ramberg an der Königlichen Akademie der Bildenden Künste in München ein.
Her ließ sich in München nieder. 1890 führte ihn eine Reise nach Rom und Olevano. Neben der Malerei beschäftigte er sich auch mit Aktfotografie männlicher Modelle. Er Her besuchte wiederholt Langenberg im Rheinland. Der dortige Seidenfabrikant Stein vermachte 1919 große Teile seiner Gemäldesammlung der Stadt Langenberg für das neu errichtete Bürgerhaus. In der „Stein’schen Gemäldesammlung“ sind 55 Werke von Theodor Her erhalten. Die Sammlung ist überwiegend magaziniert.
In seiner Heimatstadt Rot an der Rot wurde eine Straße nach ihm benannt.